# Osip Braz
Osip Emmanoeilovitsj Braz (Russisch: Осип Эммануилович Браз) (Odessa, 16 januari 1873 – nabij Parijs,  6 november 1936) was een Russisch kunstschilder van Joodse herkomst, vooral bekend om zijn portretten. Hij werkte in een realistische stijl, later met invloeden vanuit het impressionisme.

## Leven en werk
Braz begon zijn opleiding tot kunstschilder in Odessa en studeerde vervolgens van 1891 tot 1893 in München aan de kunstacademie. Daarna ging hij naar Parijs en in 1894 verbleef hij een periode in Nederland om er de oud Hollandse meesters te bestuderen. Van 1895 tot 1896 studeerde hij onder Ilja Repin aan de kunstacademie van Sint-Petersburg.
Aan het einde van de negentiende eeuw maakte Braz snel naam als portrettist van vooraanstaande Russen, in een realistische stijl. Zijn portret van Anton Tsjechov is daarvan het bekendste voorbeeld. Later zou hij ook veel landschappen schilderen, waarvoor hij reisde naar de Krim, Finland en Frankrijk, waar hij van 1907 tot 1911 ook woonde. Ook maakte hij na 1900 een groot aantal stillevens. In deze latere werken zijn invloeden van het impressionisme en postimpressionisme te onderkennen.
Braz gaf in Rusland veel les aan jonge kunstenaars en was onder andere leermeester van Zinaida Serebriakova. Na de Russische Revolutie in 1917 werd hij curator van het Hermitage Museum in Sint-Petersburg. Hij was een fervent kunstverzamelaar en bezat onder andere een groot aantal Hollandse meesters. In 1924 werd hij gearresteerd op beschuldiging van illegale kunsthandel met het buitenland en spionage, en voor drie jaar verbannen naar de Solovetski-eilanden. Zijn kunstverzameling werd geconfisqueerd. Kort na zijn vrijlating vertrok hij, om verdere problemen te voorkomen, naar München, om zich uiteindelijk te vestigen in Parijs. Daar overleed hij in 1936, 63 jaar oud.

## Galerij

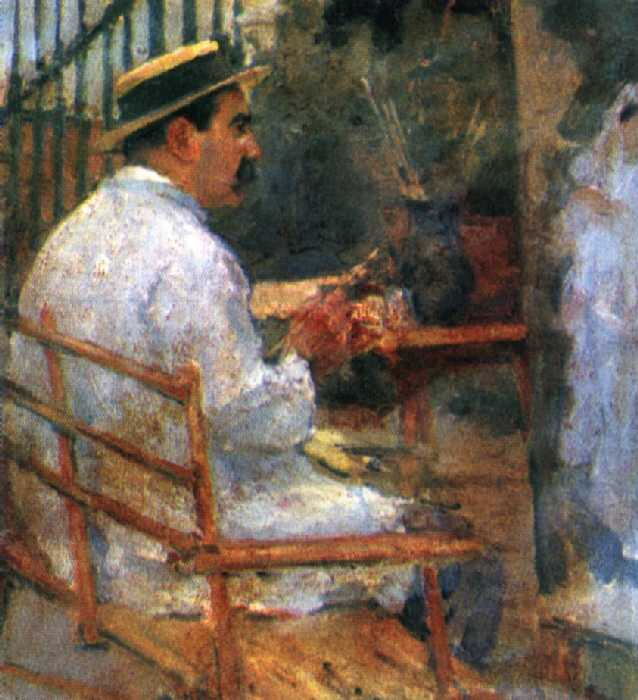
Portret van Nikolaj Koeznetsov
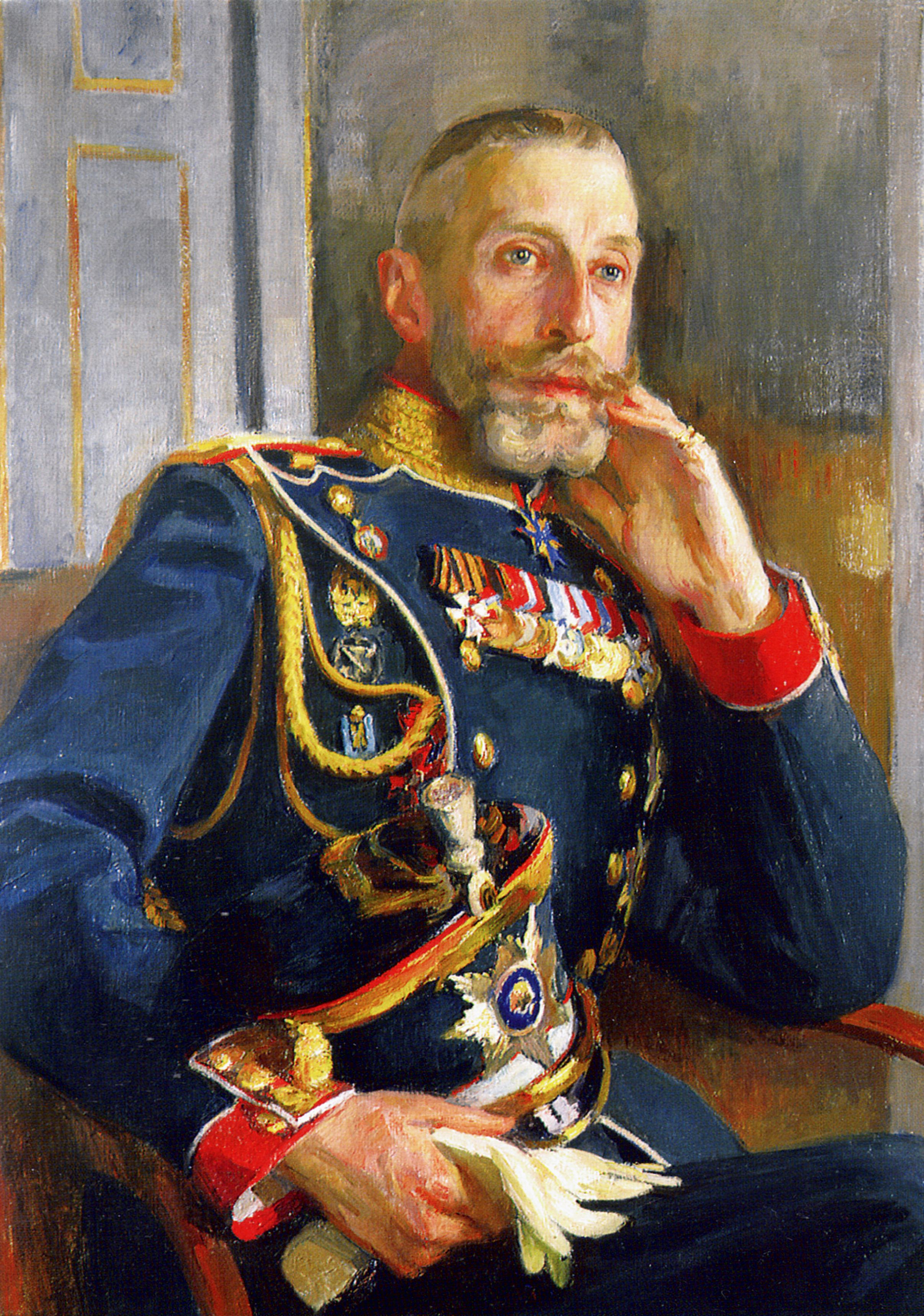
Portret van Constantijn Konstantinovitsj van Rusland
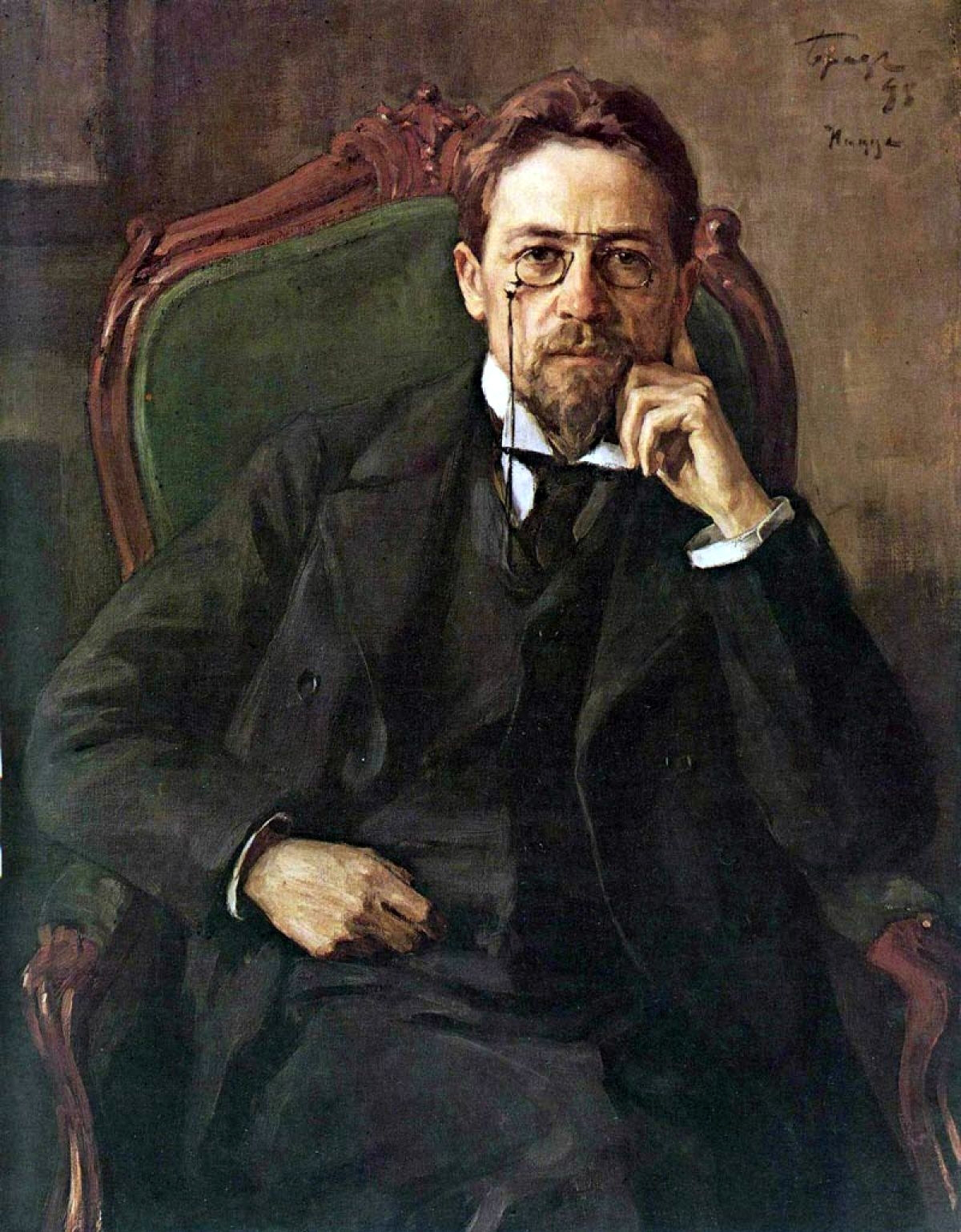
Portret van Anton Tsjechov
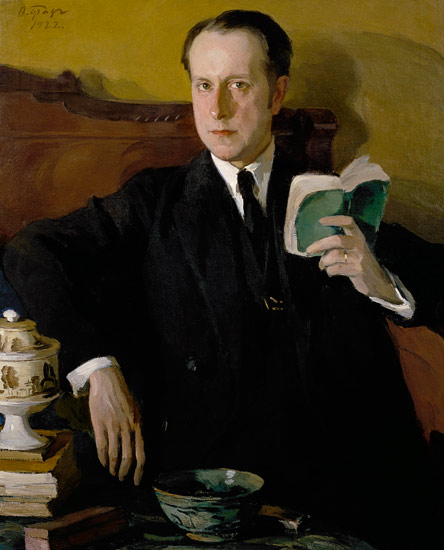
Portret van Mstislaw Doboezjinski
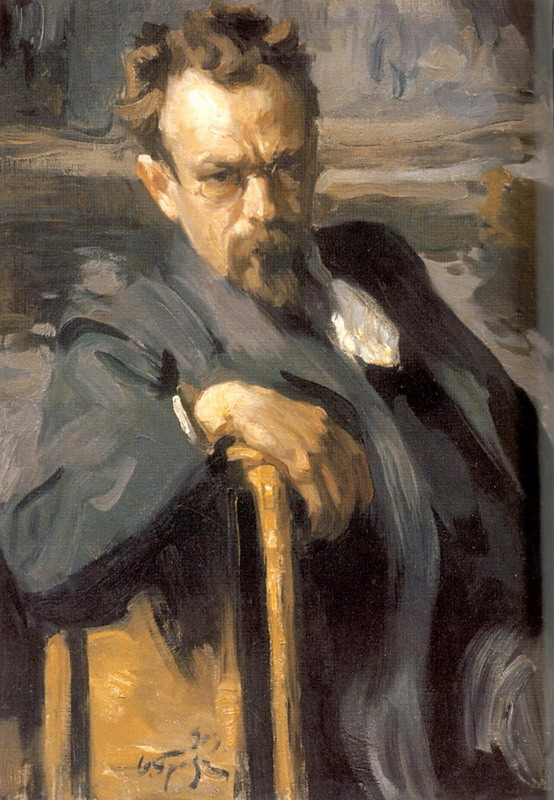
Portret van Sergej Ivanov
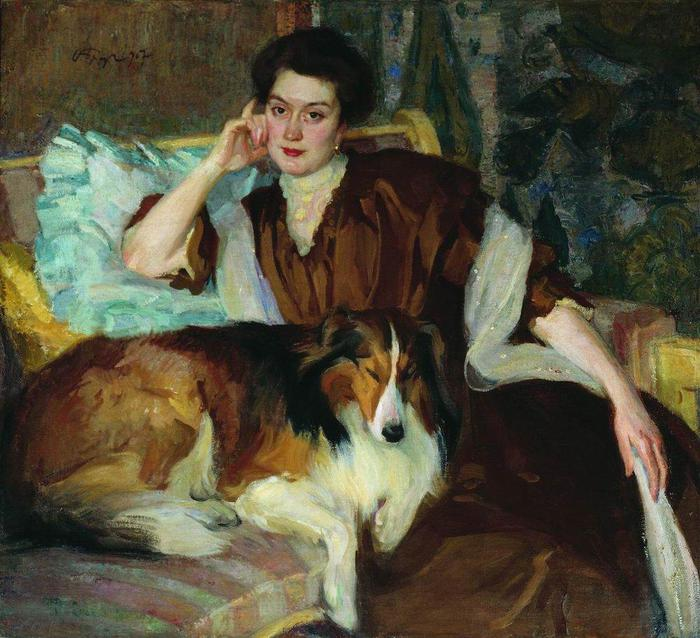
Portret van een dame
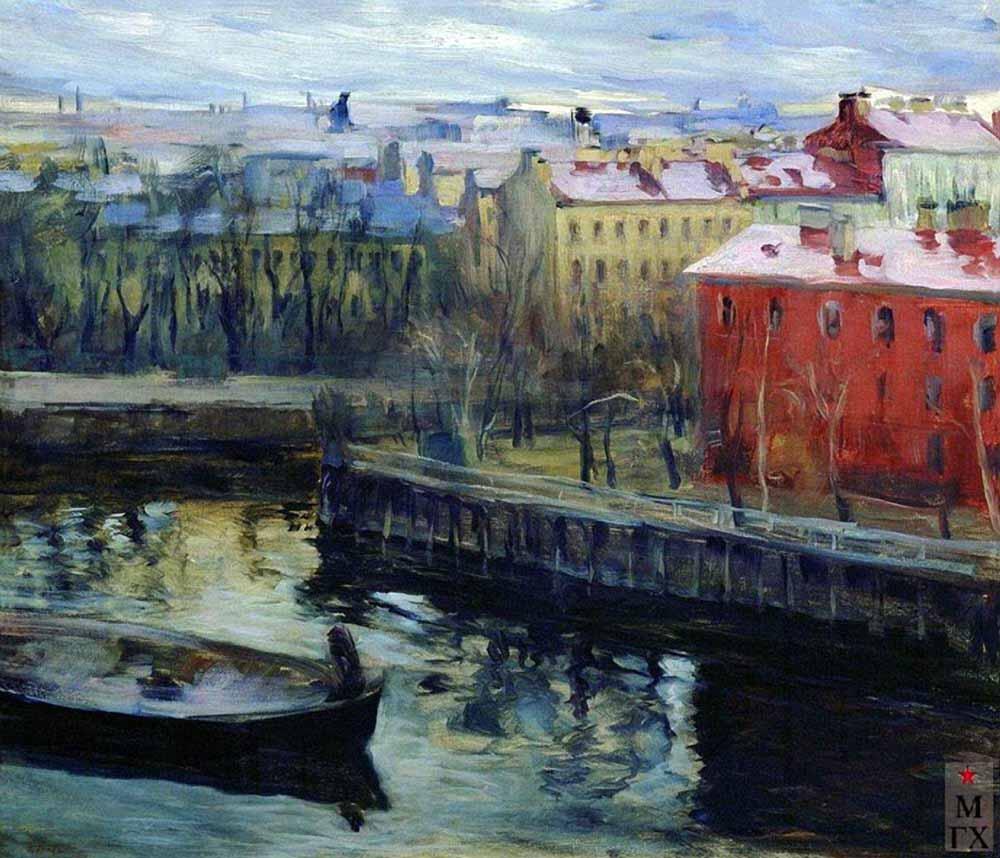
Leningrad
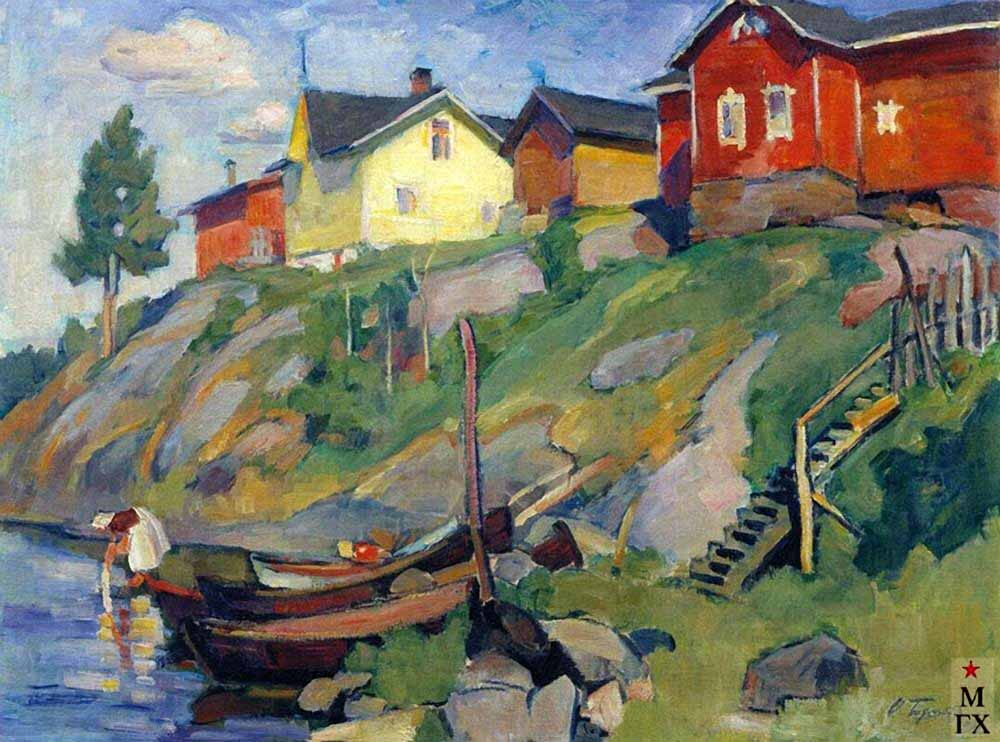
Fins dorp
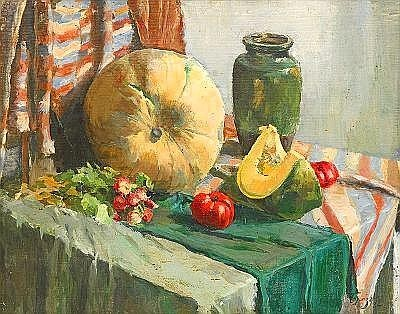
Stilleven
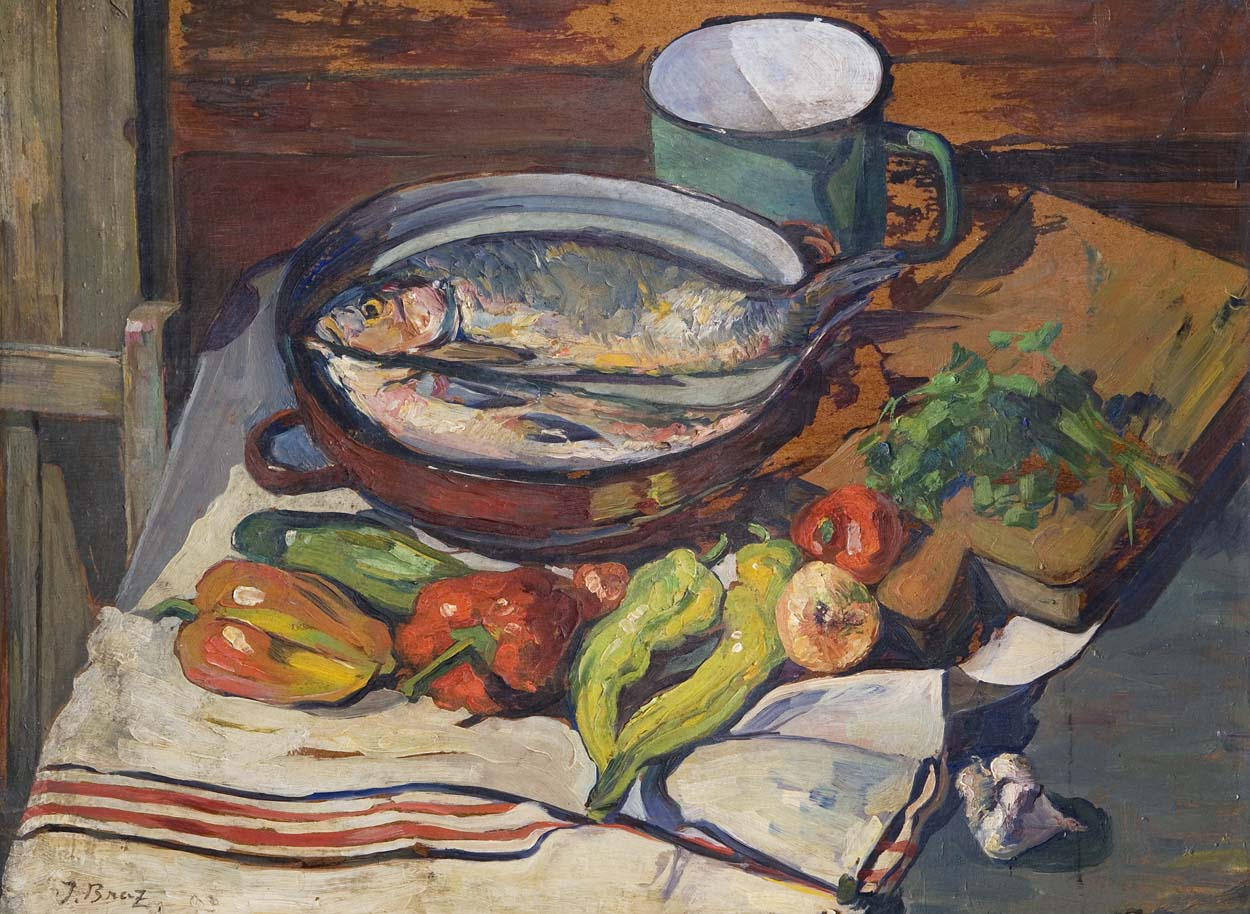
Keukenstilleven